# Bruce Cowick
Robert Bruce Cowick, född 18 augusti 1951, är en kanadensisk före detta professionell ishockeyforward som tillbringade tre säsonger i den nordamerikanska ishockeyligan National Hockey League (NHL), där han spelade för ishockeyorganisationerna Philadelphia Flyers, Washington Capitals och St. Louis Blues. Han producerade elva poäng (fem mål och sex assists) samt drog på sig 43 utvisningsminuter på 70 grundspelsmatcher. Cowick spelade också på lägre nivåer för Richmond Robins och Providence Reds i American Hockey League (AHL) och San Diego Gulls i Western Hockey League (WHL).
Han blev aldrig draftad av någon NHL-organisation. Cowick var med och vinna Stanley Cup med Philadelphia Flyers för säsongen 1973-1974.
Efter spelarkarriären arbetade han som polis i sin födelsestad Victoria i British Columbia.

## Statistik
| 1969–1970  | Victoria Cougars    | BCJHL      | 47  | 27 | 40 | 67 | 97  | — | — | — | — | — |
| 1970–1971  | Victoria Cougars    | BCJHL      | 47  | 31 | 44 | 75 | 197 | — | — | — | — | — |
| 1971–1972  | San Diego Gulls     | WHL        | 65  | 6  | 8  | 14 | 97  | 4 | 0 | 2 | 2 | 2 |
| 1972–1973  | San Diego Gulls     | WHL        | 61  | 17 | 13 | 30 | 165 | — | — | — | — | — |
| 1973–1974  | Philadelphia Flyers | NHL        | —   | —  | —  | —  | —   | 8 | 0 | 0 | 0 | 9 |
|            | Richmond Robins     | AHL        | 68  | 14 | 7  | 21 | 138 | — | — | — | — | — |
| 1974–1975  | Washington Capitals | NHL        | 65  | 5  | 6  | 11 | 41  | 2 | 0 | 1 | 1 | 0 |
| 1975–1976  | St. Louis Blues     | NHL        | 5   | 0  | 0  | 0  | 2   | — | — | — | — | — |
|            | Providence Reds     | AHL        | 38  | 3  | 6  | 9  | 38  | 1 | 0 | 0 | 0 | 0 |
| NHL totalt | NHL totalt          | NHL totalt | 70  | 5  | 6  | 11 | 43  | 8 | 0 | 0 | 0 | 9 |
| AHL totalt | AHL totalt          | AHL totalt | 106 | 17 | 13 | 30 | 176 | 6 | 1 | 1 | 2 | 9 |
| WHL totalt | WHL totalt          | WHL totalt | 126 | 23 | 21 | 44 | 262 | 4 | 0 | 2 | 2 | 2 |